# Proglumid
Proglumid (Milid) je lek koji inhibira gastrointestinalnu motilnost i redukuje želudačnu sekreciju. On deluje kao holecistokininski antagonist, koji blokira oba tipa receptora,  i . On se uglavnom koristi za lečenje čireva na dvanaestopalačnom crevu, mada je u znatnoj meri bio zamenjen novijim lekovima za tu namenu.
Interesantna nuspojava proglumida je da uvećava analgeziju proizvedenu opioidnim lekovima, i da može da spreči ili čak preokrene razvoj tolerancije na opioidne lekove. To ga čini korisnim pomoćnim tretmanom za upotrebu zajedno sa opioidnim lekovima u lečenju hroničnih bolnih oboljenja kao što je rak, gde opioidni analgetici mogu da budu neophodni tokom dužih perioda, i razvoj tolerancije redukuje kliničku efikasnost tih lekova.
Za proglumid je takođe bilo pokazano da deluje kao δ-opioidni agonist, što može da doprinese njegovom analgetskom dejstvu.

## Spoljašnje veze
|  | Molimo Vas, obratite pažnju na važno upozorenje u vezi sa temama iz oblasti medicine (zdravlja). |